# Flamengo (bairro do Rio de Janeiro)
Flamengo é um bairro nobre da Zona Sul do município do Rio de Janeiro, no estado do Rio de Janeiro, no Brasil. Tem, como principal referência, a Praia do Flamengo. Faz divisa com os bairros de Botafogo, Laranjeiras, Catete e Glória. É eminentemente, residencial de classe média e classe média alta. Dados de julho de 2023, fornecidos pelo Secovi Rio, colocavam o Flamengo na 14ª posição na escala dos bairros mais caros da cidade. A Avenida Oswaldo Cruz, um de seus principais logradouros, foi o nono endereço com valor do metro quadrado mais elevado do Rio.
As estações de metrô Catete, Largo do Machado e Flamengo dão acesso ao bairro. Suas principais ruas são: Senador Vergueiro, Paissandu, Marquês de Abrantes, Praia do Flamengo e Avenida Infante Dom Henrique. A Praia do Flamengo, a Praça São Salvador, o Centro Cultural Oi Futuro, o Centro Cultural Arte Sesc, a Casa de Arte e Cultura Julieta de Serpa, o Castelinho do Flamengo e o Parque Brigadeiro Eduardo Gomes são alguns pontos de interesse que estão situados no bairro e em seu entorno.
Os consulados da Bolívia, Chile, Japão, Paraguai, Peru e Reino Unido estão localizados no bairro.
Entre os famosos que residem ou já residiram no bairro, estão as atrizes Bibi Ferreira, Mariana Xavier e Eva Todor, o cantor Emílio Santiago, o estilista Thomaz Azulay, as socialites Lourdes Catão e Carmem Mayrink Veiga, o lexicógrafo Aurélio Buarque de Holanda, o poeta João Cabral de Melo Neto e as irmãs e atrizes Isabela Garcia e Rosana Garcia, entre outros.

## Etimologia
Segundo a versão mais difundida, o nome Flamengo é uma referência ao navegador neerlandês Olivier van Noort, que tentou invadir a cidade no século XVI desembarcando na Praia do Flamengo. Os naturais dos Países Baixos eram historicamente designados por flamengos, por serem provenientes da Flandres.
Além dessa, há outras origens possíveis para o nome Flamengo, às quais o historiador Brasil Gérson faz alusão em sua obra História das Ruas do Rio. Uma delas se refere à época das invasões neerlandesas ao Brasil. O nome teria origem na denominação dos prisioneiros também conhecidos por flamengos, que moraram na região durante o século XVII, trazidos de Pernambuco e transferidos para a região.
A segunda está relacionada à presença de muitos flamingos trazidos para o Brasil das regiões banhadas pelo Mediterrâneo. Haveria tantos que um oficial alemão dos batalhões estrangeiros do Primeiro Reinado, Carl Schlichthorst, escreveu, em seu livro de memórias "O Rio de Janeiro como ele é, uma vez e nunca mais":
| “ | ... e passam voando os flamingos com o esplendor de suas cores brilhantes e borboletas variegadas de tamanho nunca visto... | ” |

Uma terceira origem possível é que o bairro, anteriormente conhecido por vários outros nomes, como Uruçu-Mirim e Aguada dos Marinheiros, passou a se chamar Flamengo por causa de proprietários portugueses de lotes locais provenientes da freguesia portuguesa de Flamengos, localizada no concelho da Horta, na Ilha do Faial, nos Açores. Também é possível que tais proprietários tenham sido devotos de Nossa Senhora da Luz do Vale dos Flamengos.

## História

Praia do Flamengo, 1949. Arquivo Nacional.

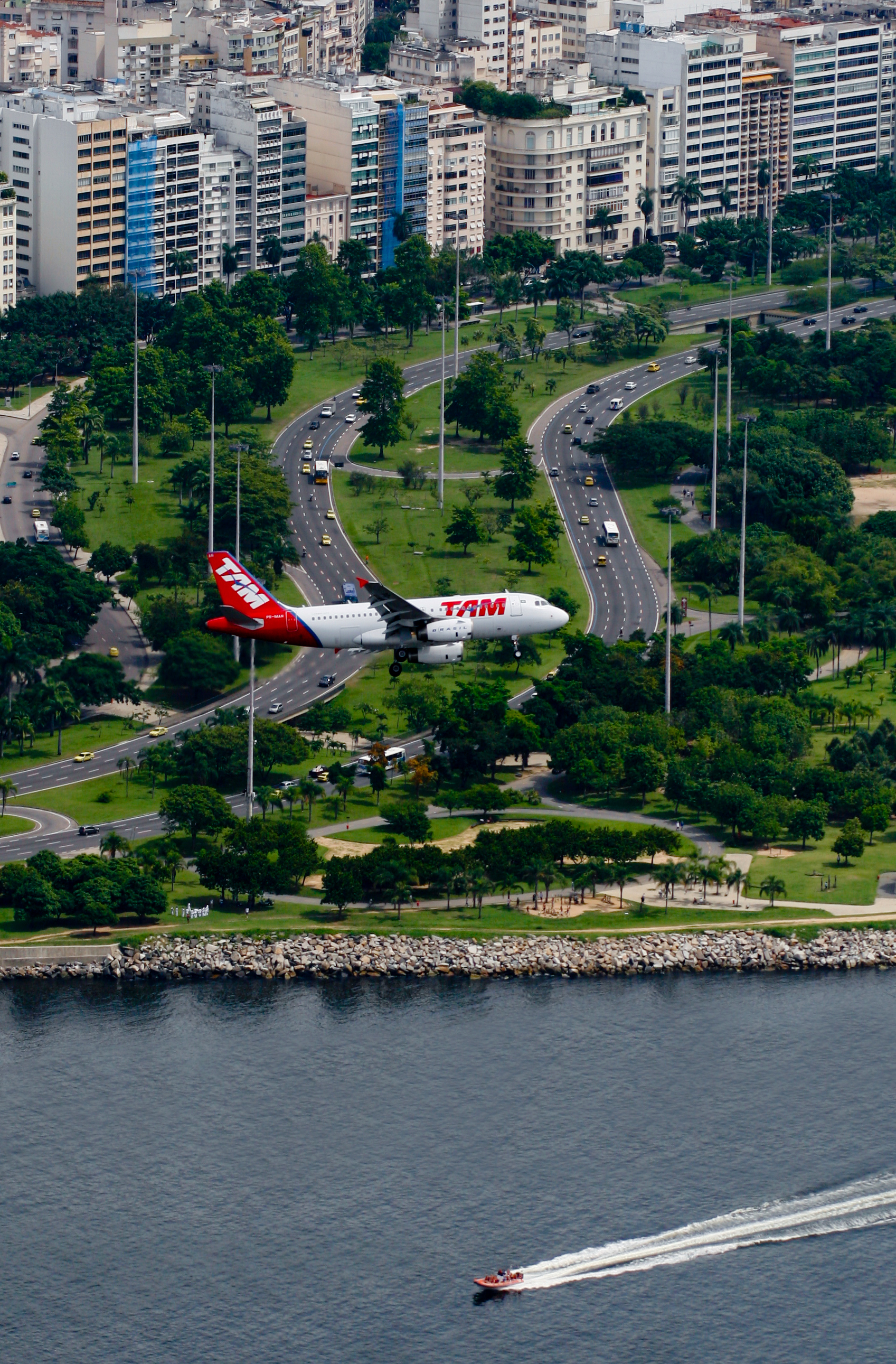
Parque Brigadeiro Eduardo Gomes, na sua porção localizada no bairro

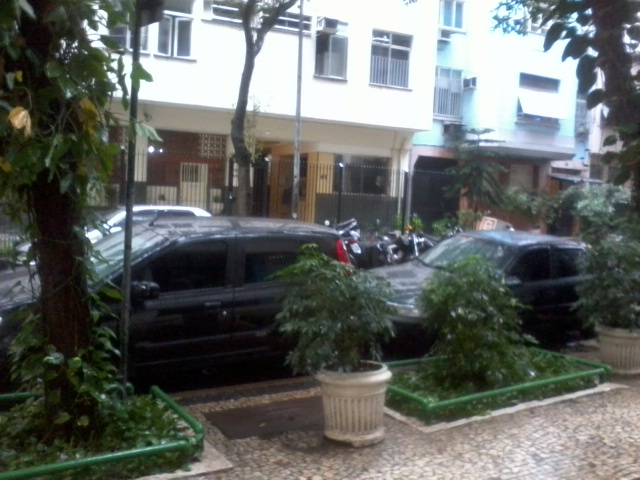
A Rua Almirante Tamandaré, próxima ao Largo do Machado

As origens do bairro do Flamengo, remontam ao período da “descoberta” da Baía de Guanabara. Já em fins de 1503 ou início de 1504, o navegador Gonçalo Coelho abastecia de água a sua expedição na foz do rio Carioca, que desaguava na atual Praia do Flamengo. Embora os portugueses chamassem o lugar de Aguada dos Marinheiros, os Tamoios influenciaram na mudança do nome para rio Carioca em função de uma feitoria construída no local. Carioca, na língua dos Tamoios, quer dizer casa de branco (cari - branco; oca – casa).
Martins Afonso de Souza vem ao Rio de Janeiro, em 1530, e desembarca na foz do rio Carioca, região conhecida pelos índios como Uruçu-Mirim (abelha pequena na língua dos Tamoios), que ficava nas imediações onde hoje está a Rua Barão do Flamengo. Em 1531, Pero Lopes de Souza, que fazia parte da expedição de Martim Afonso de Souza, constrói a primeira casa de pedra da cidade, na foz do rio Carioca, que foi a primeira edificação do gênero existente nas três Américas. Esta casa serviu de moradia ao primeiro juiz da cidade, Pedro Martins Namorado, nomeado em 1565 por Estácio de Sá. A casa foi destruída por uma ressaca, sendo reconstruída no século XVII para servir de moradia para o sapateiro Português Sebastião Gonçalves que ali residiu de 1606 a 1620. Por isso, na época, a Praia do Flamengo foi denominada de Praia do Sapateiro. A casa de pedra existiu por um período de duzentos anos desaparecendo por volta dos anos Setecentos.
O primeiro sinal de urbanização do Flamengo foi uma estrada construída no século XVII para levar a produção de açúcar do Engenho D’El Rei, que ficava na atual Lagoa, ao Porto do Rio. Mas foi na administração do Prefeito Pereira Passos (1902-1906), com a abertura da Avenida Beira-Mar, que a região se modernizou e o Flamengo ganhou um punhado de prédios e palacetes elegantes. A avenida, que ia da Avenida Rio Branco a Botafogo, era considerada, na inauguração, um dos lugares mais bonitos do mundo.

### Especulação imobiliária
O Castelinho do Flamengo, originalmente concebido pelo arquiteto italiano Gino Copede em 1916 e finalizado em 1918 para se tornar a residência do comendador Joaquim da Silva Cardoso e de sua esposa Carolina, atualmente é um centro de cultura, com uma videoteca que dispõe de mais de 1 500 títulos em acervo e de catorze cabines individuais para vídeo e tevê a cabo. No segundo andar, está o auditório Lumiére, com capacidade para quarenta lugares e mais duas salas para cursos e workshops e uma sala para exposições; na torre (quarto andar), há o espaço Curinga, uma sala de leitura de textos dramatizados.
A partir do final do século XIX, o bairro foi alvo de grandes empreendimentos imobiliários, em função de sua localização privilegiada junto ao Aterro do Flamengo, que dá um toque único ao bairro, pela sua beleza natural. Apesar desses contratempos, a venda de imóveis no bairro apresenta uma valorização natural de doze por cento ao ano. A diferença de preços dos apartamentos também é notável. Existem desde conjugados de 280 000 reais até apartamentos de luxo de 3 500 000 reais, dependendo da localização, destacando-se o maior cartão-postal do Rio de Janeiro, que é a vista do Pão de Açúcar, na altura da Churrascaria Assador Rio's (antiga Churrascaria Porcão Rio's). Segundo a última pesquisa do Instituto Pereira Passos, o Flamengo tinha 21 817 domicílios: dentre os quais, 21 109 são apartamentos e apenas 429 são casas.[carece de fontes?]
O atual alto gabarito (altura) dos prédios da região se iniciou a partir da década de 1940. Embora ainda existam alguns resquícios de construções antigas, mais baixas: são equipamentos urbanos ou simplesmente casas sobreviventes da especulação imobiliária. Alguns exemplos: o edifício da Instituto dos Arquitetos do Brasil (que gerava energia elétrica para funcionamento dos bondes); o Castelinho do Flamengo, do arquiteto Gino Copede, que é um edifício eclético de tendências italianas; o sobrado que abriga o centro cultural Arte Sesc, a Casa Julieta de Serpa, o prédio que abriga o centro cultural Oi Futuro Flamengo,, etc.
Nos anos 1950, com a construção do Monumento Nacional aos Mortos da Segunda Guerra Mundial e do Museu de Arte Moderna; e nos anos 1960, com a consolidação do Parque do Flamengo, um aterro que se transformou numa das maiores áreas verdes da cidade, o bairro ganhou as formas que tem até hoje.
De acordo com o Decreto da Prefeitura nº 3158, de 23/07/1981, que demarca os limites de cada bairro da cidade, pertencem ao Flamengo a quadra da praia das ruas Dois de Dezembro, Correa Dutra e Silveira Martins - sendo que a quadra interna destas mesmas ruas pertencem ao Catete.

## Geografia

### Praia do Flamengo

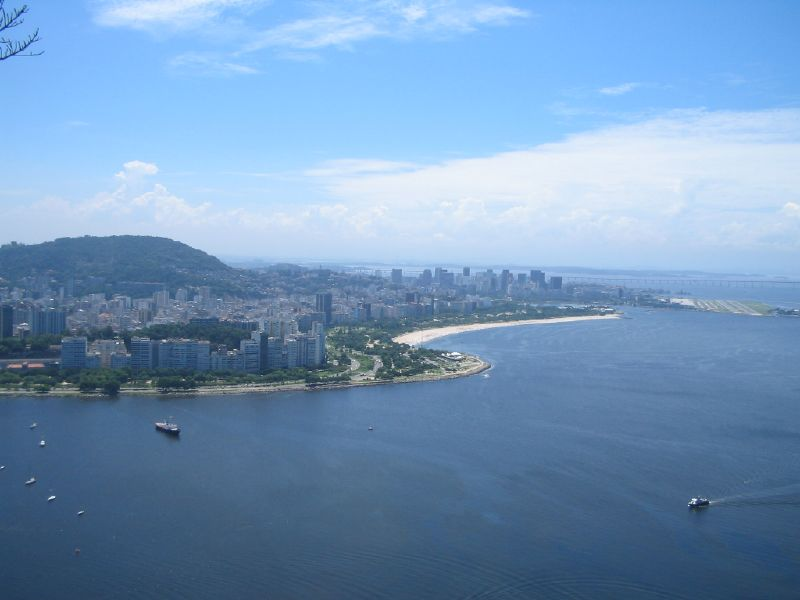
Praia do Flamengo

A Praia do Flamengo é uma praia que se estende por grande parte do Parque Brigadeiro Eduardo Gomes. É uma praia de águas tranquilas, por se situar dentro da Baía de Guanabara. Devido a poluição da Baía de Guanabara, as águas da praia pouco a pouco se tornaram poluídas, até que nos últimos 30 anos a praia se tornou completamente proibida para o banho. Com o recente processo de despoluição da Baía, as águas voltaram a apresentar condição de balneabilidade em algumas épocas do ano. Em julho de 2023 a praia bateu seu recorde de balneabilidade, estando em 89% do tempo em condições próprias para banho.
Era chamada pelos índios tupinambás de uruçumirim, que significa "abelha pequena". Com a chegada dos portugueses, no século XVI, estes passaram a denominar a região "Aguada dos Marinheiros", por nela se situar uma foz do Rio Carioca, onde os navios costumavam se abastecer de água potável. Em 20 de janeiro de 1567, aconteceu, na região, a maior batalha da invasão francesa ao Rio de Janeiro. As forças portuguesas, comandadas por Estácio de Sá – que ferido na batalha, viria a morrer pouco depois –, destruíram a forte paliçada tupinambá que se havia erguido no local. Posteriormente, a praia passou a ser chamada "Praia da Carioca", em referência ao rio homônimo. Passou, ainda, a ser conhecida como "Praia do Sapateiro".
A origem do nome atual da praia vem da primeira invasão neerlandesa à cidade em 1599. Como o desembarque neerlandês ocorreu na praia, ela passou a ser chamada "Praia do Flamengo". Oficialmente, "flamengo" designa o natural da região belga de Flandres. Porém, na época, esse era o termo pelo qual se designavam todos os falantes de língua neerlandesa, o que abrangia tanto os naturais dos atuais Países Baixos (os neerlandeses) quanto os naturais de Flandres (os flamengos). Até a década de 1920, foi a praia mais frequentada da cidade, sendo, então, suplantada pela Praia de Copacabana. Na década de 1960, com a construção do Parque Brigadeiro Eduardo Gomes e o consequente aterramento do litoral em frente à Praia do Flamengo, a praia passou a se situar aproximadamente cem metros à frente da antiga linha costeira.

### Praia da Glória
É uma pequena praia que se estende por parte do Aterro do Flamengo. É uma praia de águas tranquilas, por se situar dentro da Baía de Guanabara. É separada da Praia do Flamengo apenas por um pequeno quebra-mar. No passado foi uma praia grande e das mais badaladas do Rio de Janeiro, sendo em grande parte aterrada entre o início do século XX e a década de 1960, para a construção do Aterro do Flamengo e da Marina da Glória.
A praia abrigou em 1874 uma pelada entre marinheiros de navios ingleses de passagem pelo Porto do Rio de Janeiro, que é considerada com um dos primeiros jogos de futebol realizados no Brasil. A praia tem papel de destaque no romance Dom Casmurro, de Machado de Assis. O melhor amigo do protagonista Bentinho, Escobar, morre afogado na Praia da Glória, puxado pela correnteza em uma ressaca.

### Aterro  do Flamengo

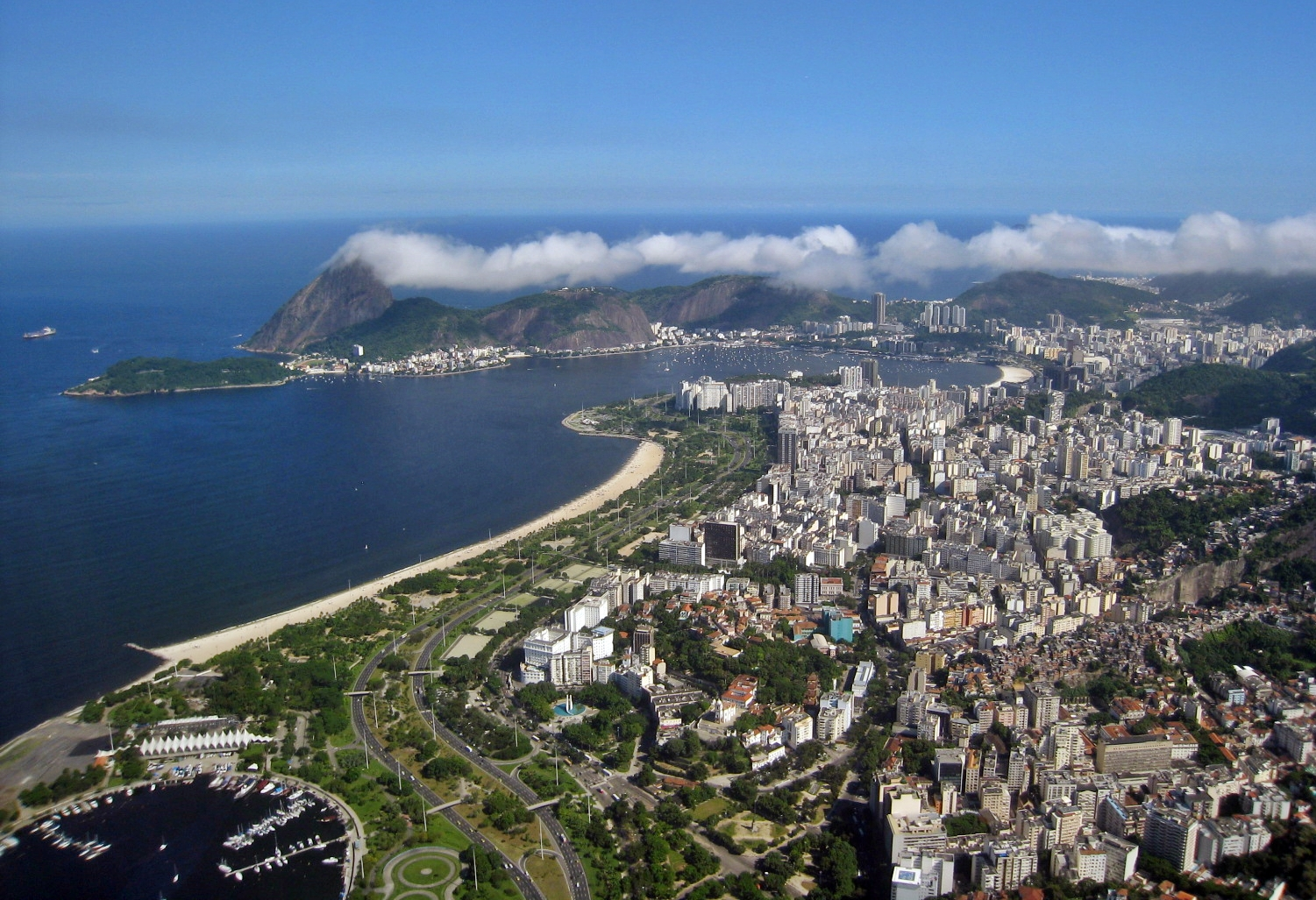
Aterro do Flamengo.

Também conhecido como Aterro do Flamengo, o parque é uma enorme área gramada e arborizada, ao longo do mar, contendo quadras de esporte, ciclovia, e locais para caminhar e lazer. O nome oficial é Parque Brigadeiro Eduardo Gomes. Embora o nome o parque carregue o nome de Parque do Flamengo, sua extensão vai bem além do bairro do Flamengo, onde começa perto do Morro da Viúva ou final de Botafogo. O parque corre junto ao mar passando à frente de bairros e áreas que vem depois do Flamengo em direção ao centro da cidade, como Largo do Machado, Catete, Gloria e Centro do Rio, passando em frente ao Parque Passeio Público e Praça da Cinelândia, e terminando praticamente onde começa o aterro do Aeroporto Santos Dumont. O Parque do Flamengo tem mais de 11 mil árvores de 190 espécies nativas e exóticas. Só de palmeiras, são mais de quatro mil de 50 variedades.
Oficialmente denominado Monumento aos Mortos da Segunda Guerra Mundial, o popular Monumento aos Pracinhas é um dos pontos de referência do Parque do Flamengo. Ali, no primeiro domingo de cada mês, acontece a troca da guarda do local, onde se revezam militares da Aeronáutica, Exército e Marinha. São mais de 1 milhão de metros quadrados, ocupados por quadras, restaurantes e outras atrações. O Parque do Flamengo é hoje o maior da cidade. Espaços como a Quinta da Boa Vista (155 mil metros quadrados) e o Parque Madureira (90 mil metros quadrados) são bem menores. O Parque do Flamengo nunca foi oficialmente inaugurado, já que projeto original nunca chegou a ser totalmente construído. Ainda assim, o aniversário informal do espaço é comemorado na semana de 12 de outubro, quando uma festa de Dia das Crianças foi organizada no local em 1965.

## Demografia

### Religião
O bairro conta com duas igrejas católicas ("Igreja da Santíssima Trindade, que administra a capela Nossa Senhora de Lourdes, construída na Comunidade do Morro Azul, pelos moradores, sob a inspiração do padre Paulo Riou, na década de 1960" e "Igreja Paroquiana Polonesa") e igrejas evangélicas como a Comunidade Evangélica Internacional da Zona Sul e a Igreja Presbiteriana Raízes.

### Cultura

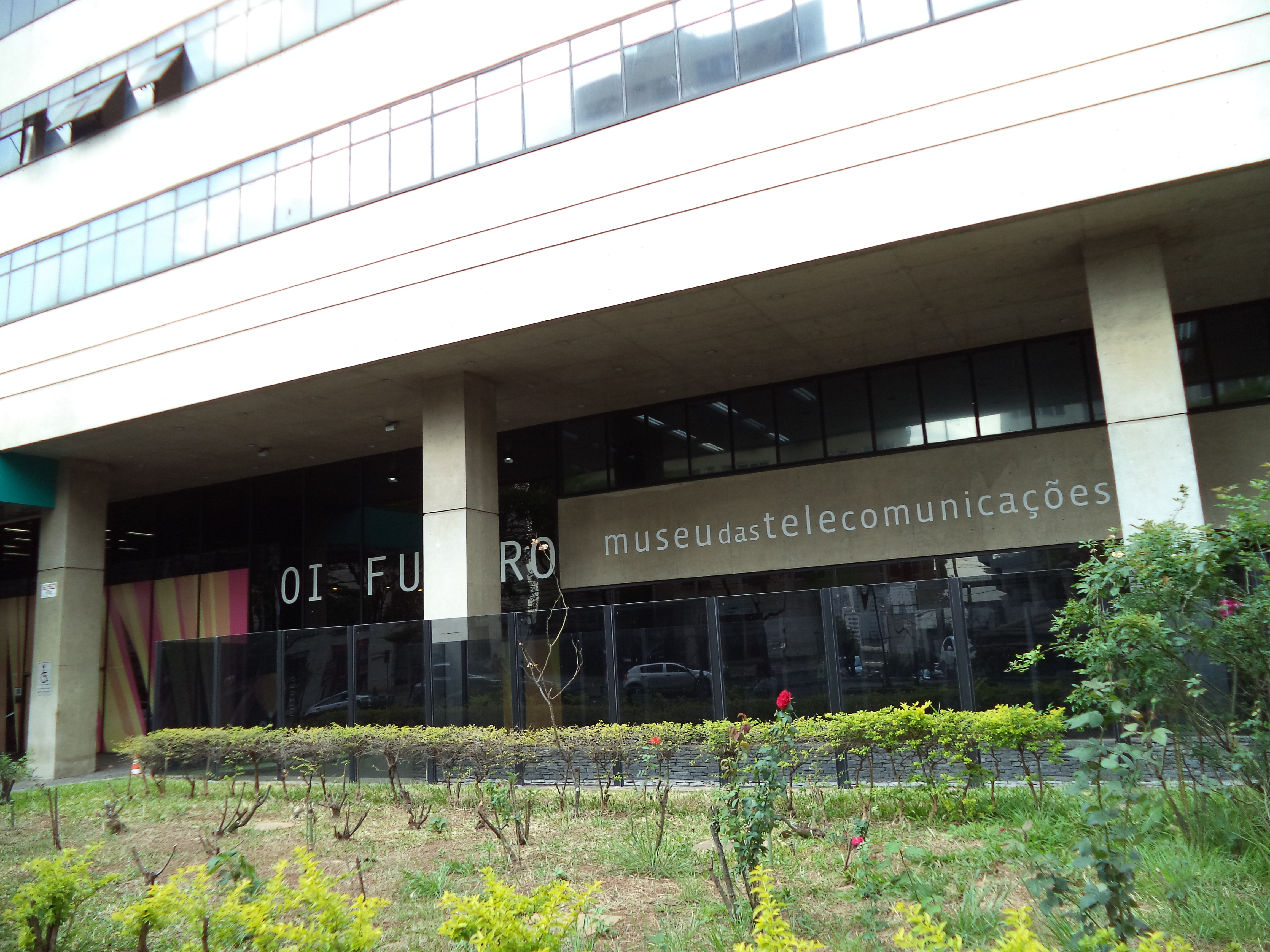
Museu das Telecomunicações.

O bairro conta com o Museu das Comunicações e Humanidades e o Museu Carmen Miranda. Existem também quatro centros culturais no bairro: o Centro Cultural Oduvaldo Viana Filho, a Casa de Arte e Cultura Julieta de Serpa, o Oi Futuro Flamengo e o Arte Sesc Flamengo.

### Esportes
O bairro serviu como berço para o Clube de Regatas do Flamengo, na Praia do Flamengo 22, em 17 de novembro de 1895 e do Fluminense Football Club‎, em 21 de julho de 1902, na Rua Marquês de Abrantes 51. Existem muitas quadras de esporte à disposição da população no Parque Brigadeiro Eduardo Gomes, assim como existem várias academias particulares no bairro.